# Dapson
Dapson (łac. dapsonum), 4,4′-sulfonylodianilina – organiczny związek chemiczny z grupy sulfonów, zawierający 2 reszty aniliny przyłączone w pozycji para. Stosowany jako antybiotyk w leczeniu trądu, profilaktyce malarii, pneumocystozy oraz leczeniu choroby Duhringa, choroby Leśniowskiego-Crohna oraz nawracającego zapalenia chrząstek.

## Aktywność biologiczna
Dapson jest antybiotykiem bakteriostatycznym działającym na Mycobacterium leprae, zarodźce i Pneumocystis jiroveci. Hamuje reduktazę dihydrofolianową (DHFR) i ma właściwości immunosupresyjne.

## Zastosowanie
- trąd[7]
- choroba Duhringa[7]
- profilaktyka malarii w połączeniu z pirymetaminą[7]
- profilaktyka pneumocystozy u osób z zaburzeniami odporności komórkowej, szczególnie chorych na AIDS[7]
- choroba Leśniowskiego-Crohna[6]
- nawracające zapalenie chrząstek[6]

Dapson znajduje się na wzorcowej liście podstawowych leków Światowej Organizacji Zdrowia (WHO Model Lists of Essential Medicines) (2019).
Dapson nie jest dopuszczony do obrotu w Polsce (2016).

## Działania niepożądane
Dapson może powodować następujące działania niepożądane:
- anoreksja,
- nudności,
- wymioty,
- ból głowy,
- zawroty głowy,
- tachykardia,
- bezsenność,
- niedokrwistość,
- niedokrwistość hemolityczna,
- methemoglobinemia,
- nadwrażliwość,
- reakcja fotoalergiczna,
- świąd,
- zapalenie wątroby,
- agranulocytoza,
- zaburzenia psychiczne,
- zespół nadwrażliwości indukowanej lekami (w ciągu pierwszych 6 tygodni leczenia).